# Köztársaság emlékmű (Párizs)
A Köztársaság emlékmű (Monument à la République) Párizsban, a Place de la Republique-en (Köztársaság tér) áll.
Az 1885. július 14-én leleplezett emlékművet a Morice testvérek, a szobrász Léopold Morice és az építész François-Charles Morice készítették. A kőtalpazat tetején Marianne áll frígiai sapkában, amely a szabadságot jelképezi, jobb kezében a béke szimbólumát, olajágat tart, bal keze egy emberi jogok ( Droits de l’Homme) feliratú táblán nyugszik. Vállán átvetve öv, amely kardját tartja. Lejjebb, a talapzaton három kőszobor jeleníti meg a Szabadságot, Egyenlőséget, Testvériséget. A talpazatba feliratot véstek: Dicsőség a forradalomnak – Párizs városa – 1883 (A la gloire de la République Française – La Ville de Paris – 1883).
Az emlékművet bronz virágfüzér és két kerek dombormű is díszíti, egyik felirata Munka, a másiké Béke. Elhelyezték még az emlékművön Párizs címerét is, valamint egy oroszlán figuráját, amely szavazóládájával a női egyenjogúságért indított mozgalomra emlékeztet. A Francia Köztársaság emlékezetes és fontos pillanatait tizenkét bronz dombormű örökíti meg.